# Listă de specii amenințate în România
Aceasta este o listă de specii de animale și plante din România care sunt amenințate cu dispariția, ordonate după starea de conservare și cotate cu Critic, Amenințat sau Vulnerabil, conform criteriilor Uniunii Internaționale pentru Conservarea Naturii și a Resurselor Naturale.

## Animale

### Stare critică
- Acipenser sturio (șip)
- Monachus monachus („foca cu burtă albă” sau „vaca de mare”)
- Numenius tenuirostris
- Romanichthys valsanicola (asprete)
- Squatina squatina

### Amenințat

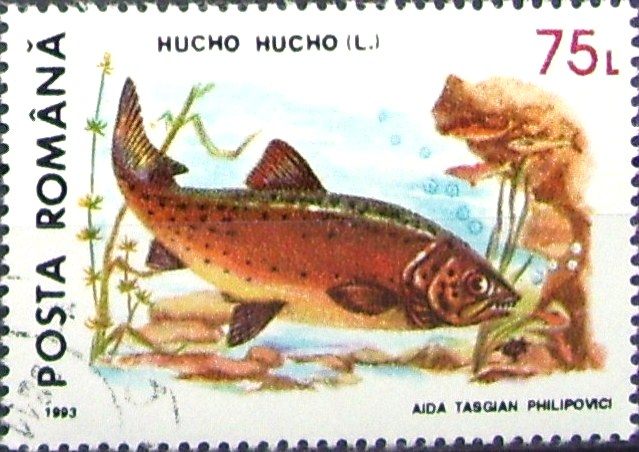
Timbru poștal românesc

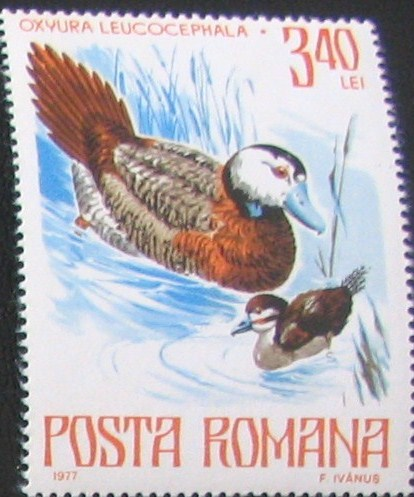
Timbru poștal românesc

- Acipenser gueldenstaedtii (nisetru)
- Acipenser nudiventris (sau viză, pește de apă dulce)
- Acipenser stellatus (păstrugă)
- Branta ruficollis (gâsca cu gât roșu sau gâsca cu piept roșu)
- Falco cherrug (șoimul dunărean sau sacru)
- Hucho hucho (specie de somon de apă dulce)
- Huso huso (sturionul Beluga)
- Mustela lutreola (nurca, dihorul de apă, vidra mică)

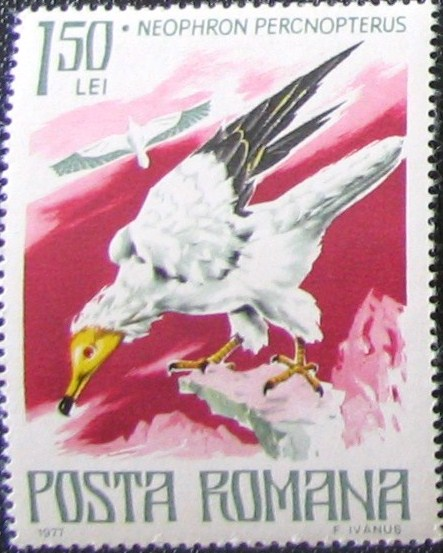
Timbru poștal românesc

- Neophron percnopterus (specie de vultur)
- Oxyura leucocephala (rața cu cap alb)
- Vipera ursinii (vipera de stepă)

### Vulnerabil
- Barbastella barbastellus (liliacul cu urechi late)
- Eliomys quercinus (pârș de stejar)
- Lutra lutra (vidra)
- Mesocricetus newtoni
- Myotis bechstein (specie de liliac)
- Myotis capaccinii (specie de liliac)
- Myotis emarginatus (specie de liliac)
- Nannospalax leucodon
- Phocoena phocoena (marsuin, porc de mare)
- Rhinolophus euryale
- Rhinolophus hipposideros
- Rhinolophus mehelyi
- Spalax graecus
- Spermophilus citellus (popândău, șuiță)
- Spermophilus suslicus (popândău pestriț)